# Pseudasellodes lacunata
Pseudasellodes lacunata är en fjärilsart som beskrevs av Paul Dognin 1906. Pseudasellodes lacunata ingår i släktet Pseudasellodes och familjen mätare. Inga underarter finns listade i Catalogue of Life.